# André Wieckenberg

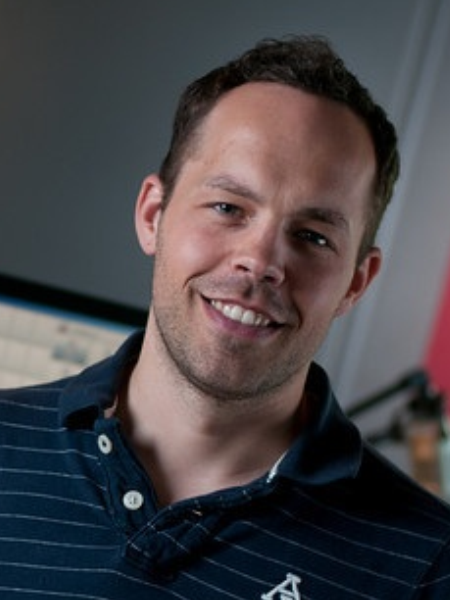
André Wieckenberg (2012)

André Wieckenberg (* 22. August 1979) ist ein deutscher Radiomoderator.

## Leben und Wirken
Von 1997 bis 2000 moderierte Wieckenberg bei Radio ZuSa in Uelzen. Nach dem Staatsexamen zum Krankenpfleger absolvierte Wieckenberg ab 2000 ein Volontariat beim Privatsender Energy Hamburg an und moderierte dort von 2001 bis 2003 die Feierabendshow. 2003 wechselte er zum Berliner Radiosender 104.6 RTL. Anschließend lebte er ein Jahr in den USA. Dort arbeitete er als Au-Pair, belegte verschiedene Kurse an der UC Berkeley und arbeitete für den CBS Radiosender Alice 97.3 KLLC San Francisco. Nach seiner Rückkehr aus den USA war er sieben Jahre beim Mitteldeutschen Rundfunk tätig. Er war hauptsächlich als Moderator bei MDR Sputnik beschäftigt. Von 2015 bis 2023 war er als Kreuzfahrtdirektor an Bord der „Mein Schiff“-Flotte von TUI Cruises tätig.
Derzeit ist André Wieckenberg bei 94,3 RS2 als Redakteur beschäftigt.